# Raorchestes bobingeri
Espèce
Synonymes
- Philautus bobingeri Biju & Bossuyt, 2005
- Pseudophilautus bobingeri (Biju & Bossuyt, 2005)

Statut de conservation UICN

 VU D2 : Vulnérable
Raorchestes bobingeri  est une espèce d'amphibiens de la famille des Rhacophoridae.

## Répartition
Cette espèce est endémique des Ghats occidentaux dans le sud de l'Inde. Elle se rencontre de 120 à 460 m d'altitude dans le district de Thiruvananthapuram dans l'État du Kerala et dans le district de Tirunelveli dans l'État du Tamil Nadu.

## Description
Raorchestes bobingeri mesure de 21 à 25 mm pour les mâles et de 23 à 26 mm pour les femelles. Son dos est vert uniforme ; ses flancs sont rouges. Son ventre est blanc à légèrement jaunâtre. Sa gorge et la face interne de ses pattes est jaune clair.

## Étymologie
Son nom d'espèce lui a été donné en l'honneur de Robert Frederick Inger, herpétologiste américain.

## Publication originale
- Biju & Bossuyt, 2005 : Two new Philautus (Anura: Ranidae: Rhacophorinae) from Ponmudi Hill in the Western Ghats of India. Copeia, vol. 2005, no 1, p. 29-37 (texte intégral).